# Avenida Rubem Berta
Avenida Rubem Berta é uma via que faz parte do corredor norte-sul de São Paulo. No trecho do corredor conhecido por esse nome, a via passa pelos distritos de Moema, Vila Mariana e Saúde. O limite de velocidade atual permitida é de 60 km/h, a redução foi feita em 1 de setembro de 2015, promovendo "mais segurança nas vias".